# 1000 Піацці
1000 Піацці (1000 Piazzia) — астероїд головного поясу, відкритий 12 серпня 1923 року.
Тіссеранів параметр щодо Юпітера — 3,054.
Названо на честь Джузеппе Піацці (італ. Giuseppe Piazzi, (*1746 — †1826) — італійського астронома, першовідкривача астероїда Церери.